# Rok zerowy
Rok zerowy – rok niewystępujący w szeroko stosowanym kalendarzu gregoriańskim ani w jego poprzedniku, kalendarzu juliańskim, jednak mający zastosowanie przy obliczaniu dat w astronomii.

## Wyznaczanie przedziałów bez zera
Brak roku zerowego prowadzi do zakłopotania przy wyznaczaniu granic dłuższych przedziałów dziesiętnych, jak dekady czy wieki. Na przykład III tysiąclecie n.e. w kalendarzu gregoriańskim zaczęło się w poniedziałek, 1 stycznia 2001, lecz szeroko świętowana była sobota, 1 stycznia 2000. Podobnie wiek XX zaczął się 1 stycznia 1901.
Podobna reguła dotyczy dekad. Rok 11 jest pierwszym rokiem drugiej dekady. W potocznym zastosowaniu dekady są jednak rozumiane jako przedziały lat z tą samą cyfrą na pozycji dziesiątek, np. lata 80. to przedział 1980-1989.

## System numerowania lat

### Historia
Nasza era została wprowadzona przez Dionizjusza Małego, którą zastosował do wyznaczenia dat Wielkanocy, a przy okazji – aby uniknąć używania ówczesnej ery Dioklecjana, gdyż nie chciał kontynuować pamięci o prześladowcy chrześcijan.

### Astronomia
Astronomowie zdefiniowali przestępny rok zerowy jako 1 p.n.e. już w XVII wieku. Obecnie w astronomii nie używa się lat do określania przedziałów czasu, ponieważ takie jednostki są niedokładne z uwagi na brak informacji o liczbie lat przestępnych, lecz dat juliańskich.
Numeracja wszystkich lat n.e. pozostała niezmieniona, jednak wartości liczbowe lat p.n.e. zostały zredukowane o 1 z powodu dodania roku 0. Stąd rok astronomiczny p.n.e. i rok historyczny p.n.e. nie są równoważne. Aby uniknąć pomyłki, astronomowie zastosowali liczby dodatnie i ujemne do oznaczania lat zamiast określeń n.e. i p.n.e. Metodę tę zaproponował Jacques Cassini.

### ISO 8601
Norma ISO 8601:2004 jawnie definiuje astronomiczną numerację lat. Podstawowym formatem roku zerowego jest postać 0000, który oznacza 1 p.n.e.

## W kulturze popularnej
- W filmie Powrót do przyszłości Doc ustawia czas 25 grudnia 0 roku (25 DEC 0000), wskazując, że jest to data narodzin Chrystusa.
- Nine Inch Nails używa fikcyjny rok 0 jako główny temat i formę promocji albumu Year Zero.
- W filmie Niebiańska plaża postać grana przez Leonardo DiCaprio, ma psychiczne natręctwa na temat roku zerowego.
- Zespół Ghost B.C. nagrał utwór pod tytułem Year Zero. Tytułowy rok zero odnosi się do przyjścia antychrysta na świat.